# Bienvenue en Sibérie
Bienvenue en Sibérie (Ausgerechnet Sibirien) est un téléfilm allemand réalisé par Ralf Huettner sorti en 2012. En France, il a été diffusé à la télévision en 2014.

## Synopsis
Matthias Bleuel, expert en logistique de mode récemment divorcé, est amené à se rendre à Kemerovo, en Sibérie, pour promouvoir les employés locaux de son entreprise. Mais une fois sur place, il s'y déplaît, n'arrivant pas à s'adapter aux coutumes locales. Alors que tout semblait bon pour le ramener en Allemagne, il découvre par hasard, lors d'une attraction urbaine, le chant diphonique de Sayana, une chanteuse sibérienne. Commence alors le début d'une fascination amoureuse qui va amener Matthias à découvrir la culture chamane, et, par la même occasion, des sentiments qui vont profondément changer sa personnalité.

## Fiche technique
- Réalisation : Ralf Huettner
- Scénario : Michael Ebmeyer et Ralf Huettner
- Photographie : Stefan Ciupek
- Musique : Stevie Be-Zet et Ralf Hildenbeutel
- Durée : 104 minutes
- Date de diffusion :
  -  France : 28 novembre 2014 sur Arte

## Distribution
- Joachim Król : Matthias Bleuel
- Vladimir Bourlakov : Artiom Tcheremnykh
- Katja Riemann : Ilka
- Armin Rohde : Holger
- Michael Degen (en) : directeur de Fengler
- Zoya Bouryak : Galina Karpova
- Svetlana Tsvitchenko : Natalia
- Yuliya Men : Saïana
- Andreï Charkov : Sergeï Karpov
- Anna Louttseva : Svetka
- Nina Semionova : Ludmila
- Aleksandr Garkouchenko : Vladik
- Yuriï Zaroubine : Ludovik
- Nesipkoul Oumarbekova : Olga